# Pneuma
|  | Aquest article tracta sobre el concepte filosòfic. Si cerqueu notació musical, vegeu «neuma». |

Pneuma (en grec πνεῦμα) és un mot del grec antic que significa 'respiració', i que en contexts religiosos passa a significar 'esperit' (spiritus en llatí); concepte equivalent o diferenciat, segons el cas, al d' 'ànima' (ψυχή en grec, anima en llatí) i en qualsevol cas diferenciat o àdhuc oposat al de 'cos' (σὠμα en grec, corpus en llatí).
S'empra amb diferents significats en els escrits mèdics i filosòfics de l'Antiguitat clàssica, particularment en el seu concepte fisiològic, i en les traduccions bíbliques de paraules hebrees com nefesh, ruaj i neshamà.

## Antiguitat clàssica

### Presocràtics
Pneuma és equivalent en el monisme material d'Anaxímenes de Milet a aer (ἀήρ) com l'element que originà tota la resta. Aquest ús és el primer que es fa del terme en filosofia. Una cita d'Anaxímenes observa que «així com la nostra ànima, essent aire, ens manté junts, així la respiració (pneuma) i l'aire abasten el món sencer». En aquest ús primerenc, aer i pneuma són sinònims.

### Teoria mèdica grega antiga
En la medecina grega antiga, pneuma és la forma en què circula l'element aire, necessari per al funcionament sistemàtic dels òrgans vitals. És la matèria que sosté la consciència en un cos. Segons Diocles Caristi i Praxàgores, el pneuma psíquic fa de mitjancer entre el cor, concebut com a seu de la ment, i el cervell.
Els deixebles d'Hipòcrates explicaren el manteniment de la calor vital com la funció de la respiració dins de l'organisme. Cap al 300 aC Praxàgores descobrí la distinció entre les artèries i les venes. Com sigui que en el cadàver les artèries estiguin buides, a la llum d'aquests preconceptes foren declarades com les vies per al transport del pneuma a les diferents parts del cos. Una generació més tard, Erasístrat convertí aquestes idees en base d'una nova teoria de la malaltia i el seu tractament. El pneuma, inhalat de l'aire exterior, es desplaça a través de les artèries fins que arriba als diferents centres, sobretot al cervell i al cor, i allà hi causa el pensament i el moviment orgànic.

### Aristòtil
El pneuma symphyton d'Aristòtil, descrit a Sobre la respiració (Περὶ πνεύματος en grec; De spiritu en llatí) és l'aire mòbil i càlid que en l'esperma transmet la capacitat per a la locomoció i certes sensacions a la descendència. Aquests moviments deriven de l'ànima (psique) dels pares i són encarnats pel pneuma com una substància material en el semen. El pneuma aristotèlic és necessari per a la vida, i com en la teoria mèdica, se'l lliga amb la calor vital, però se'l defineix d'una manera menys precisa i extensa que al dels estoics.

### Estoïcisme
En l'estoïcisme, el pneuma és el concepte d'alè de vida, una mescla de l'element aire (en moviment) i l'element foc (com calor). Per als estoics, pneuma és el principi actiu, generatiu, que organitza tant l'individu com el cosmos. En la seva forma més alta, el pneuma constitueix l'ànima humana, que és un fragment del pneuma que és l'ànima de Déu (Zeus). Com una força que estructura la matèria, existeix en els objectes inanimats. En la seva introducció a les Meditacions de Marc Aureli, el sacerdot anglicà Maxwell Staniforth atribueix a Cleantes, qui desitjaria donar un significat més explícit al 'foc creatiu' de Zenó, ésser el primer a emprar el terme pneuma per descriure'l. Com el foc, aquest 'esperit intel·ligent' s'imaginava com una tènue substància semblant a l'aire comú o a la respiració, però que essencialment posseeix la qualitat de la calor; és immanent en l'univers com Déu, i en l'home com ànima i principi que dona la vida.

## Judaisme i Cristianisme
En l'ús que dona al terme grec el judaisme i el cristianisme (traducció de la Septuaginta i del Nou Testament, en la seva major part escrit directament en grec), el pneuma és equivalent a 'esperit'; tot i que no sempre, així per exemple, en les traduccions de Joan 3:5-8, pneuma es tradueix, segons el context, per "vent" o per "esperit":
| « | 5 Jesús respongué: T'ho ben asseguro: ningú no pot entrar al Regne de Déu si no neix de l'aigua i de l'Esperit. 6 De la carn en neix carn, de l'Esperit en neix Esperit. 7 No t'estranyis que t'hagi dit: "Cal que nasqueu de dalt." 8 El vent bufa allà on vol; en sents la remor, però no saps d'on ve ni on va. Així mateix passa amb el qui neix de l' Esperit. | » |

En la primera aparició del terme a la Bíblia (Gènesi 1,2) les traduccions són molt diverses:
| « | La terra era caòtica i desolada, les tenebres cobrien la superfície de l'oceà, i l'Esperit de Déu planava sobre les aigües. | » |

Les expressions traduïdes com Esperit Sant i Esperit de Déu foren particularment debatudes en les polèmiques teològiques.
La diferenciació o identificació entre els conceptes d'ànima i esperit enfronta dicotomistes i tricotomistes, i la d'ambdós amb el de cos, com els monistes.